# Razzia van Putten

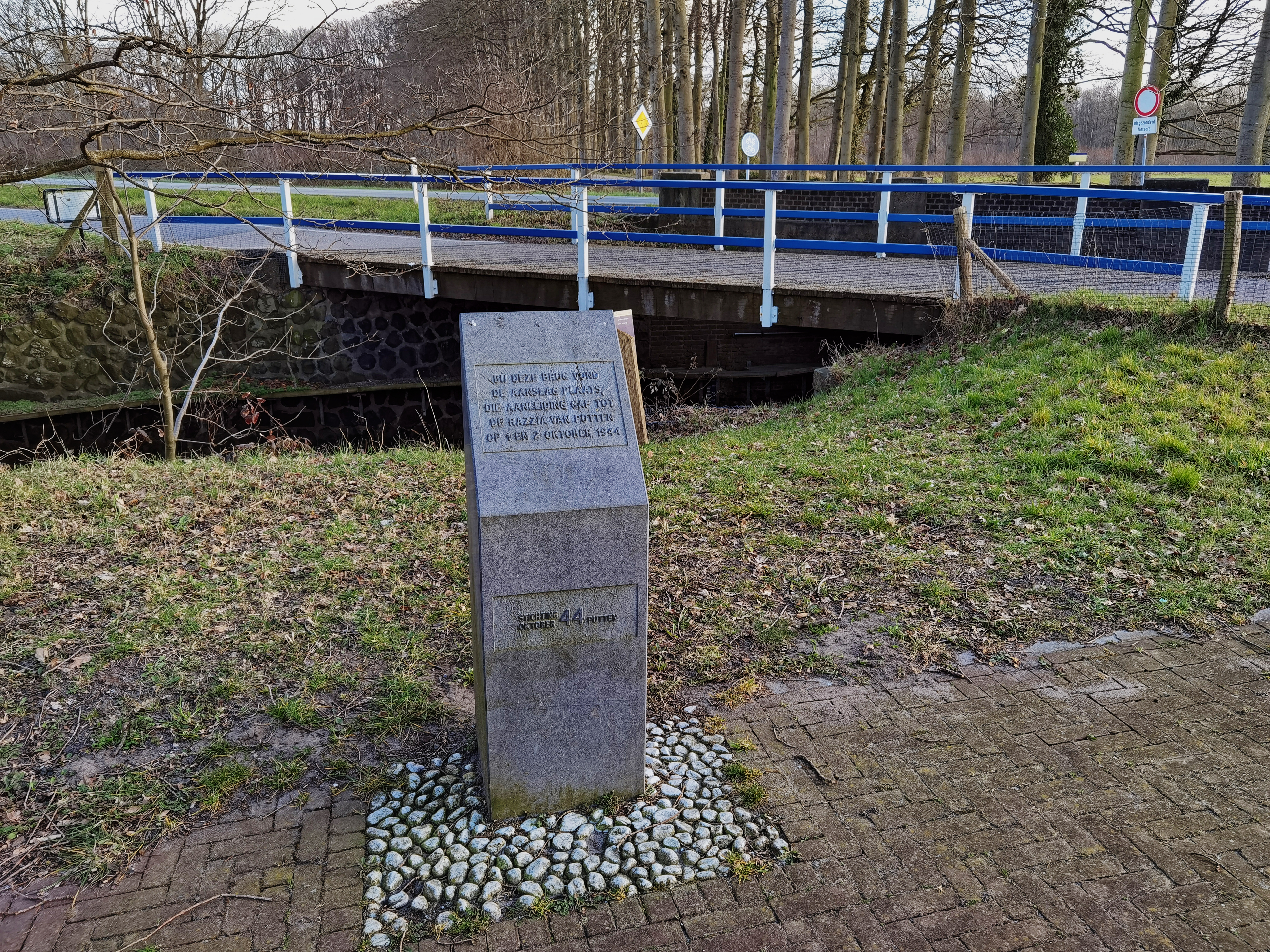
Monument bij de Oldenallerbrug

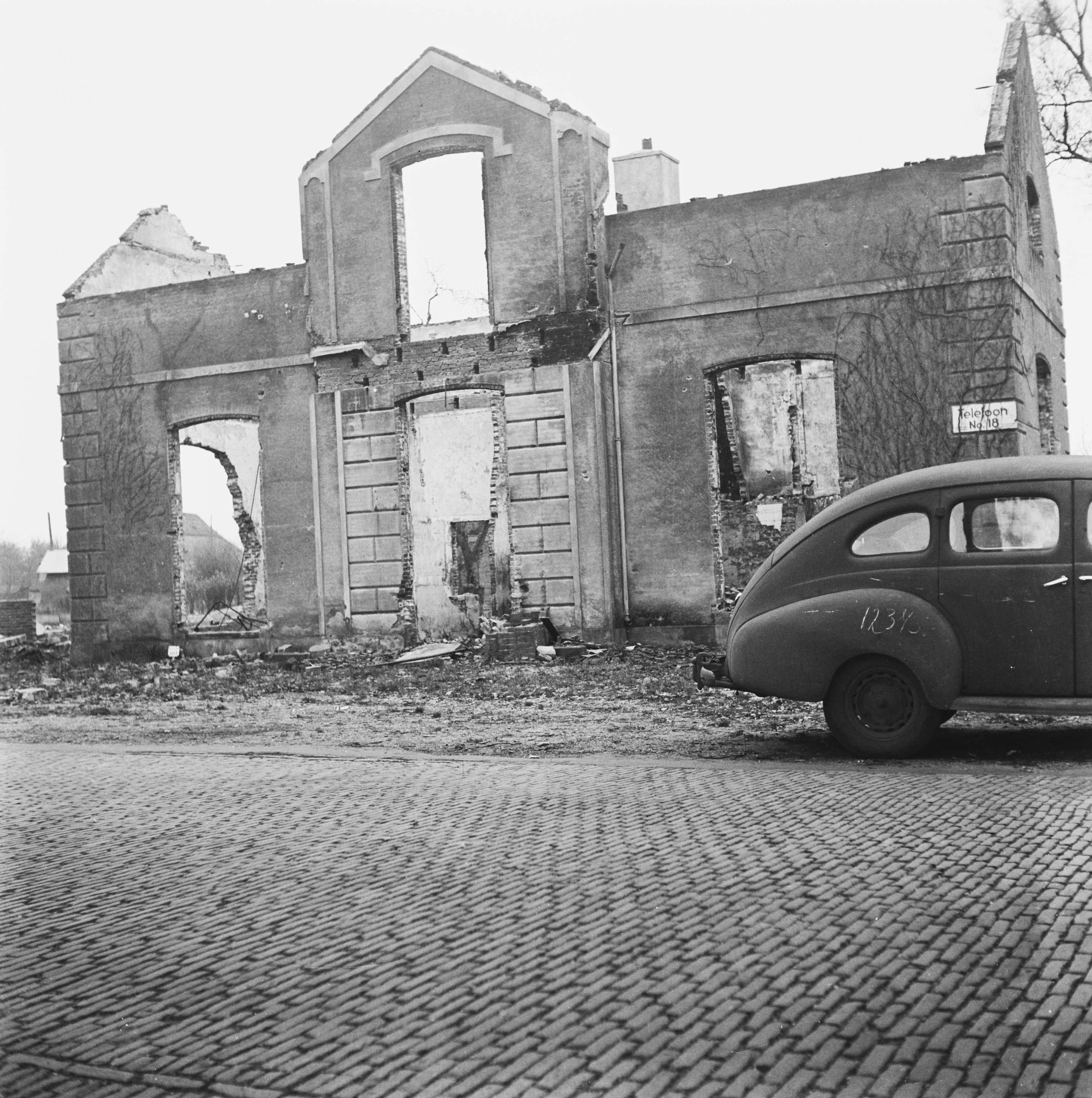
Een van de 105 huizen die in brand werden gestoken als represaillemaatregel

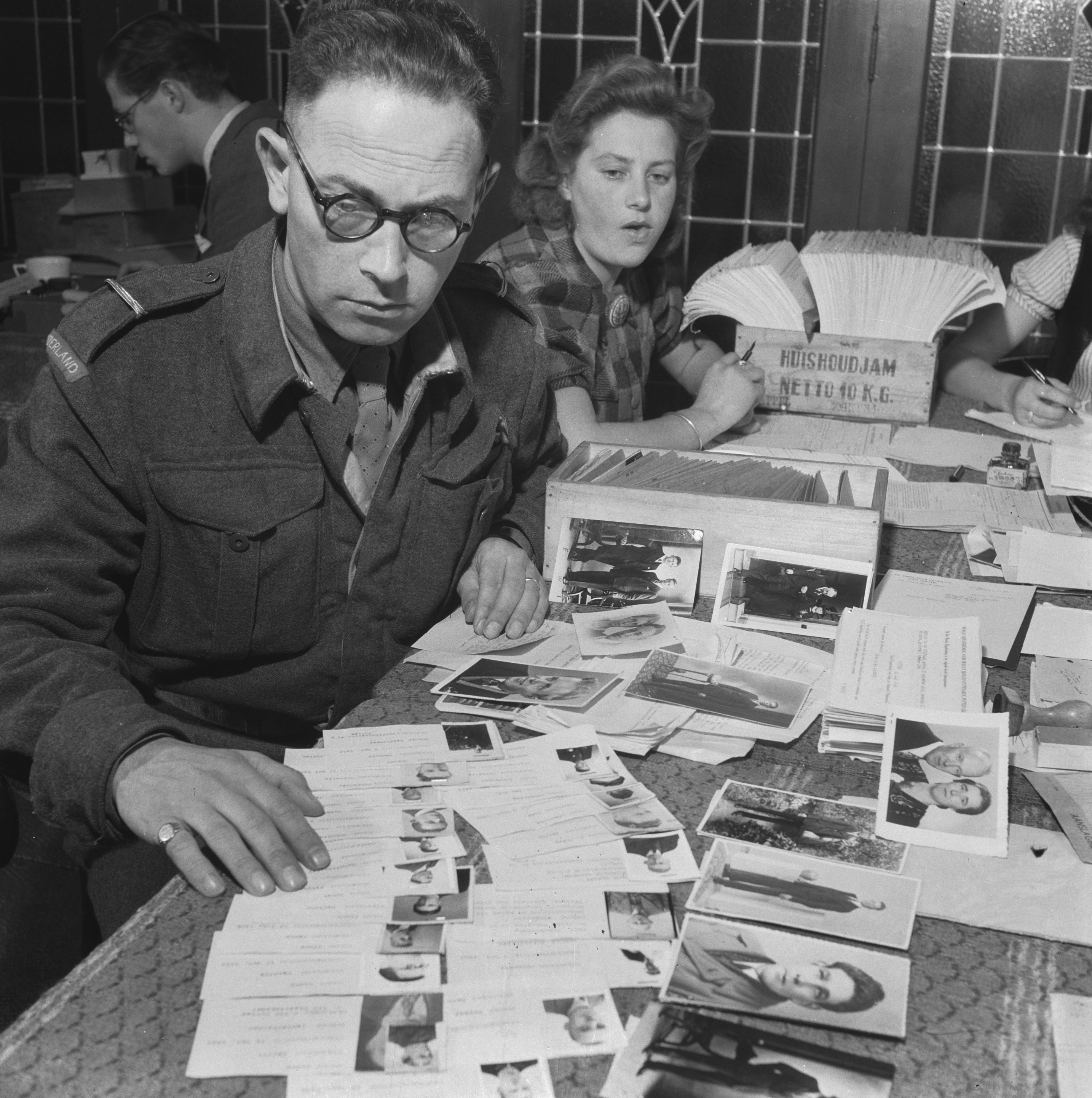
Administratie van de afgevoerden en vermisten (2 november 1945)

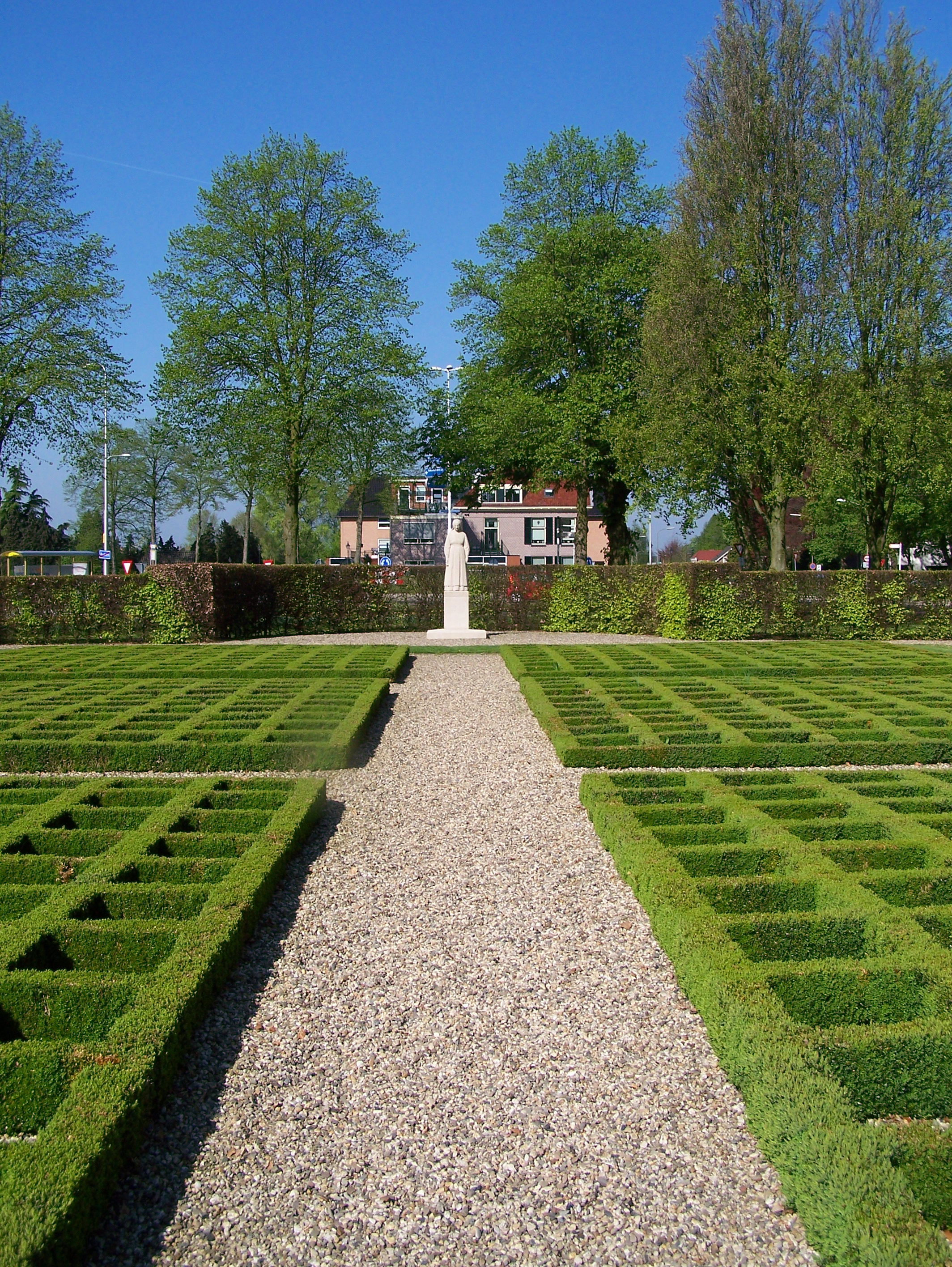
Herdenkingshof met Vrouwtje van Putten en 660 symbolische graven

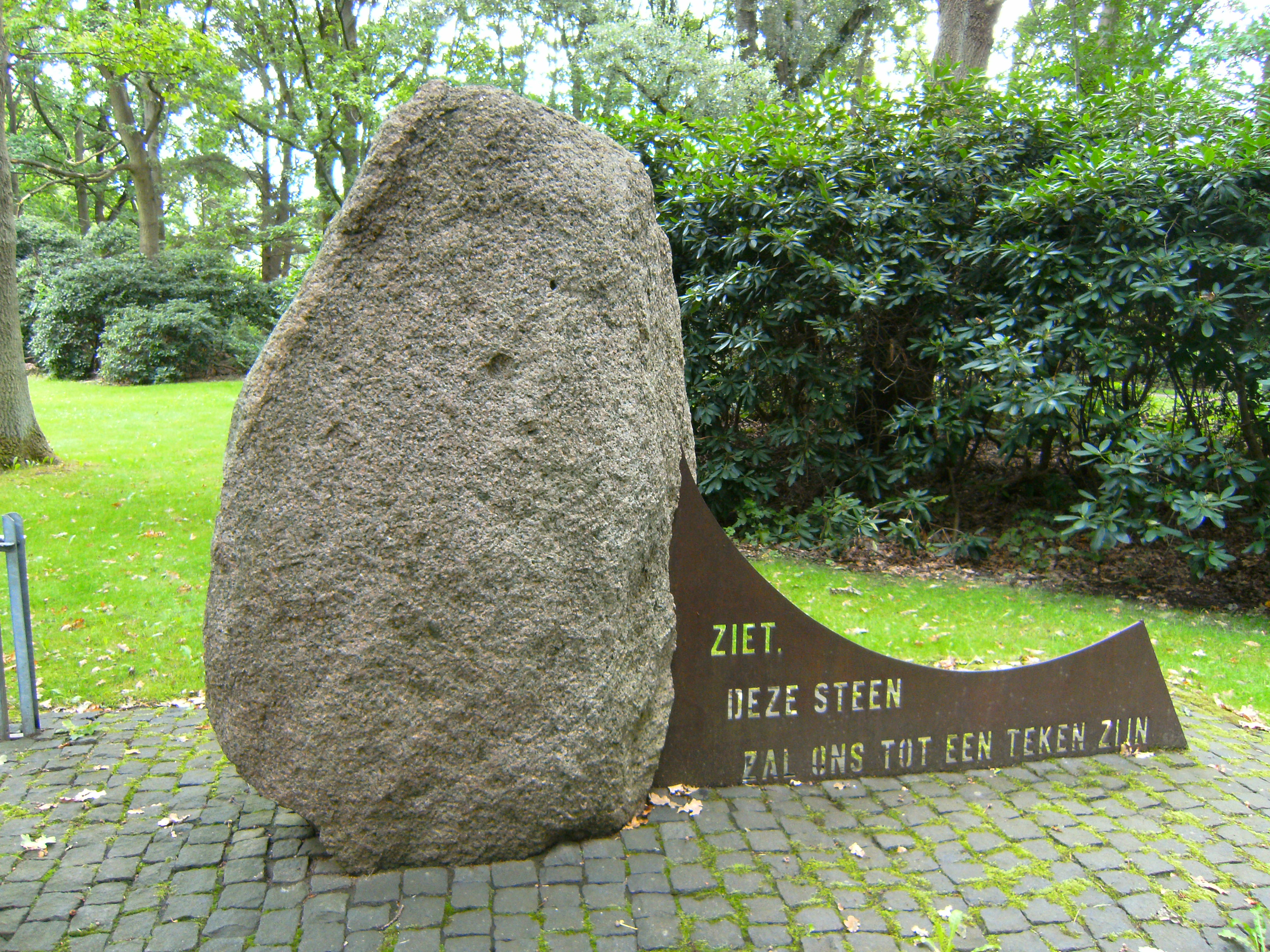
Monument in het kamp van Neuengamme in Hamburg: gedenksteen Putten. Herdenking aan het deporteren en de slachtoffers.

Namen van de slachtoffers bij het gedenkteken in Wedel

De Razzia van Putten vond plaats in het dorp Putten in Gelderland. Op 1 oktober 1944 werd er door de Duitse bezetters als vergeldingsmaatregel een razzia uitgevoerd. Het grootste deel van de mannelijke beroepsbevolking werd daarbij afgevoerd naar verschillende concentratiekampen. In totaal kwamen 552 mannen om het leven.

## Aanleiding
In de nacht van 30 september op 1 oktober 1944 beschoten leden van de Puttense verzetsbeweging bij de Oldenallerbrug (ook wel "Poorterbrug" genoemd) tussen Putten en Nijkerk vanuit een hinderlaag een auto met daarin militairen van de Wehrmacht. Het is onduidelijk gebleven waarom men deze overval uitvoerde en in wiens opdracht. Bij het vuurgevecht kwamen een Duitse officier en een van de verzetsmensen om het leven. Twee van de inzittenden, korporaals, wisten te vluchten en een officier vluchtte zwaargewond naar een nabijgelegen boerderij, van waaruit hij de Duitse bezettingsautoriteiten alarmeerde.

## Vergeldingsactie
Een dag later werd op bevel van generaal Friedrich Christiansen een vergeldingsactie uitgevoerd. Putten werd omsingeld door militairen van onder meer de Fallschirm-Panzer-Division 1 Hermann Göring die in het nabijgelegen Harderwijk waren gelegerd. Waarom niet Nijkerk werd gekozen, dat dichter bij de plaats van de overval lag, is niet bekend. De actie vond plaats onder leiding van Fritz Fullriede. De bewoners werden weggevoerd waarbij vrouwen en mannen van elkaar werden gescheiden. Ruim honderd woningen werden in brand gestoken. Daarbij waren ook Nederlandse SS'ers betrokken. Zes mannen en een jonge vrouw werden doodgeschoten. De vrouwen werden tot 21.00 uur in de kerk vastgehouden, de mannen en jongens werden opgesloten in de dorpsschool en de eierhal (beide op het Marktplein achter de kerk). Op 2 oktober werden 659 mannen afgevoerd, in eerste instantie naar Kamp Amersfoort. In Amersfoort werden 58 mannen wegens gezondheidsredenen vrijgelaten. Vanuit Amersfoort werden de overige 601 mannen op 11 oktober op transport gezet naar het concentratiekamp Neuengamme. Tijdens dat transport sprongen dertien mannen uit de trein. Vanuit Neuengamme gingen de overgebleven mannen naar diverse buitenkampen van dit kamp, onder andere Husum-Schwesing, Ladelund, Bergen-Belsen, Meppen-Versen, Beendorf, Wedel, Wöbbelin en Malchow. Na de oorlog keerden slechts 48 mannen terug. Van hen overleden naderhand nog vijf ten gevolge van de doorstane ontberingen. De meerderheid van de slachtoffers stierf door ondervoeding, dwangarbeid of aan in de kampen opgelopen ziekten.

## Monument
Een monument ter nagedachtenis aan de slachtoffers van de razzia is op 1 oktober 1949 door koningin Juliana onthuld. Het monument bestaat uit een herdenkingshof, ontworpen door prof. Bijhouwer, en een zandstenen beeld van Mari Andriessen (de "treurende weduwe", in de volksmond "het Vrouwtje van Putten" genoemd). Het verbeeldt een rouwende vrouw in klederdracht met een zakdoek in haar hand. Ze kijkt in de richting van de Oude Kerk, van waaruit de mannen werden weggevoerd. De herdenkingshof is opgenomen in de Top 100 Nederlandse monumenten 1940-1958.

## Herdenking
Jaarlijks wordt op 2 oktober een stille herdenking bij het monument georganiseerd, die door honderden mensen wordt bijgewoond. Kransen worden gelegd door het college van B&W, de Stichting Oktober 44, representanten van de Puttense schooljeugd en enkele organisaties uit binnen- en buitenland. Er zijn geen sprekers. Een muziekkorps speelt stemmige muziek en een zangkoor zingt een paar verzen uit Psalm 84:
Welzalig hij die al zijn kracht en hulp alleen van U verwacht, die kiest de welgebaande wegen
Deze verzen zongen de Puttense mannen voordat ze werden weggevoerd. Aan het einde van de herdenking speelt het muziekkorps het Wilhelmus. Ook hierbij wordt geen interactie vanuit het publiek verwacht uit piëteit met de nabestaanden en gevallenen.

## Verhalen van teruggekeerden
Voor de 48 teruggekeerden was het na de oorlog niet gemakkelijk hun verhaal te vertellen. Putten was in rouw. Door het grote verdriet van nabestaanden bestond er ook onbegrip en wantrouwen over hun terugkeer. Binnen de wederopbouw van Nederland was er weinig aandacht voor hun verhaal. Van opvang en begeleiding was in deze tijd nog geen sprake. Daarnaast bleek hun persoonlijk verhaal vaak te moeilijk om te vertellen. Pas vele jaren later begonnen enkele teruggekeerden te vertellen over de verschrikkingen in de kampen.
Er zijn geen overlevenden meer van de Razzia van Putten. De laatste overlevende was Jannes Priem (10 december 1925–22 augustus 2013). Priem overleefde de kampen Neuengamme, Husum-Schwesing, Ladelund, Meppen-Versen en Bergen-Belsen, de straten van Hamburg tijdens de luchtaanvallen van de geallieerden. Nog tot kort voor zijn dood vertelde hij zijn verhaal op lezingen in Nederland en in Duitsland.

## Latere nuancering
De beeldvorming over de razzia van Putten wordt al vele decennia sterk bepaald door "strenggelovige Puttenaren die lijdzaam hun lot ondergaan", de "helende werking van de kerk" en de "verzoening met de Duitsers".
In 2008 werd in de publiciteit gesteld dat die beeldvorming rond de razzia van Putten "niet deugde". In het boek De kinderen van Putten van historica Marleen van Westing wordt een genuanceerder beeld gegeven. Het hoge sterftecijfer van de weggevoerde mannen in het concentratiekamp Neuengamme zou niet uitzonderlijk zijn, een kwart van de 660 opgepakte en weggevoerde mannen kwam niet uit Putten (er waren ook evacués uit Arnhem en Den Haag, voedselzoekers uit Amsterdam en toevallige voorbijgangers uit Harderwijk, Elspeet en Nijkerk) en bij de weggevoerden zaten mannen van allerlei gezindten: gereformeerd en hervormd, maar ook katholiek en atheïstisch.

## Holocaustarchief
De weggevoerde mannen moesten in Neuengamme hun persoonlijke eigendommen afgeven. In 2007 kwam de Puttense stichting Oktober 44 erachter dat International Tracing Service in Bad Arolsen over een archief beschikt waarin 17 miljoen persoonsdossiers zijn opgeslagen. De stichting heeft vervolgens een bestand samengesteld met daarin zo veel mogelijk informatie over de 589 mannen die destijds in Neuengamme aankwamen. Dit bestand werd naar het archief gestuurd, waar men een steekproef deed met 35 namen. Het bleek dat van al deze namen een dossier aanwezig was. Vervolgens reisde een vertegenwoordiging van de stichting in september 2007 af naar het archief, om daar op zoek te gaan naar eigendommen van Puttense mannen. Tachtig van de dossiers werden bekeken en van vijf hiervan bleek een envelop met goederen aanwezig. Een van deze vijf was van Jaap van Wincoop. Hij overleefde de deportatie en kreeg 63 jaar na inbeslagname zijn portemonnee terug.

## Zomergasten
In het televisieprogramma Zomergasten besteedde Beatrice de Graaf in 2013 aandacht aan de razzia. Zij deed onderzoek in Neuengamme en had gesproken met Albert Naumann. In het gesprek vertelde deze voormalige SS'er dat twee bewakingscompagnies (Wachbatallions) naar Putten waren gegaan. Aangespoord door zijn echtgenote gaf hij verder voor het eerst publiekelijk toe, dat hij de razzia meemaakte. Hij was met Ernst Bartsch en SS-Hauptsturmführer Paul A. Helle naar Putten gegaan, waar ze hadden gezien hoe Wilhelm Fernau de mannen op de trein liet zetten.